# William Donthorne
William John Donthorn (1799 - 18 mai 1859) est un architecte anglais du début du XIXe siècle et l'un des fondateurs de ce qui est devenu le Royal Institute of British Architects (RIBA).

## Biographie

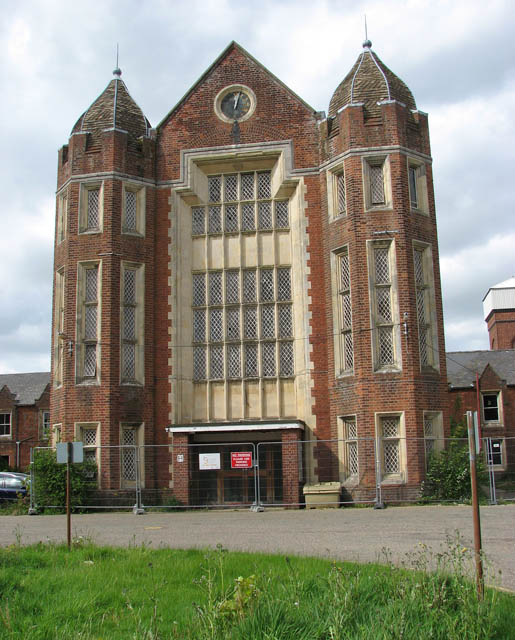
Atelier d'Aylsham, façade sud

Il est né à Swaffham, Norfolk et élève de Sir Jeffry Wyatville. Il travaille à la fois dans les styles gothique et classique, mais est peut-être mieux connu pour ses sévères maisons de campagne néo-grecques, dont la plupart ont été démolies.
En 1834, il est l'un des éminents architectes à former l'Institute of British Architects à Londres (plus tard RIBA).
Un grand nombre de ses plans dessins font partie de la collection de dessins du RIBA, aujourd'hui conservée au Victoria and Albert Museum.

## Œuvres

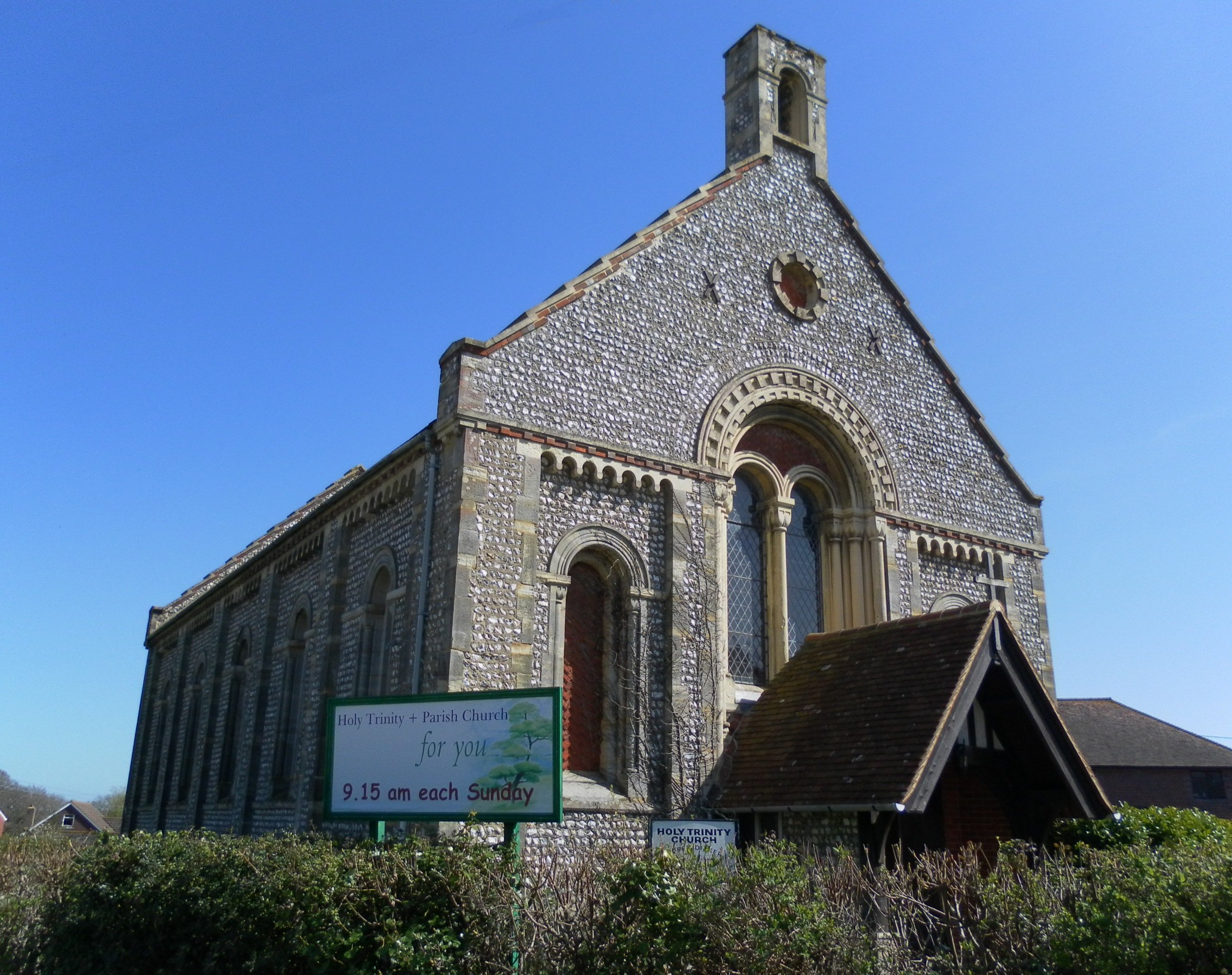
Donthorn a conçu l'église Holy Trinity à Upper Dicker en 1843

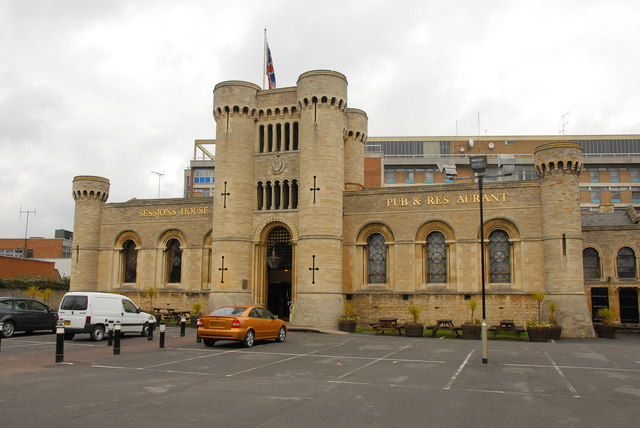
Maison des sessions (1842), Thorpe Road, Peterborough

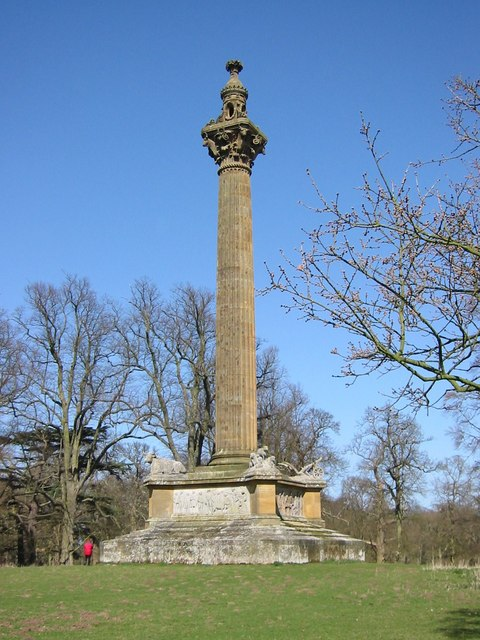
Le Leicester Monument sur le terrain de Holkham Hall

- Cromer Hall, Cromer, Norfolk, 1829
- Heronden Hall, Tenterden, Kent, 1846
- Elmham Hall, Norfolk (démoli)
- Hillington Hall, Norfolk (démoli)
- Watlington Hall, Norfolk (démoli)
- Pickenham Hall, South Pickenham, Norfolk (démoli). Entre 1902 et 1905, l'architecte Robert Weir Schultz [1] a largement reconstruit et agrandi le manoir, incorporant la maison précédente, dans le style Arts and Crafts.
- améliorations à Felbrigg Hall, Norfolk
- Upton Hall, près de Southwell, Nottinghamshire
- Château de Highcliffe (en) près de Christchurch, Dorset (à partir de 1830)
- ateliers à Ely (1837) et Wisbech (1838) (Cambridgeshire), Aylsham (1848-9) et Downham Market (Norfolk) et Oakham et Uppingham (Rutland)
- Sessions House, Peterborough (achevée en 1842) [2]
- Église Holy Trinity, Upper Dicker, East Sussex (1843) [3]
- le Leicester Monument à Holkham Hall, érigé en 1845-1848 en l'honneur de Thomas Coke, 1er comte de Leicester [4]
- L'ancien presbytère, Dummer, près de Basingstoke, Hampshire (1850) [5]
- Home Farm, Marham, Norfolk (achevé en 1860). Maison gothique avec écuries classiques, toutes classées grade II.